# Polyrhachis abdominalis
Polyrhachis abdominalis é uma espécie de formiga do gênero Polyrhachis, pertencente à subfamília Formicinae.